# مقاطعة بلزن-المدينة
مقاطعة بلزن-المدينة (بالتشيكية: Okres Plzeň-město)‏ هي مقاطعة (أوكريس) في إقليم بلزن في جمهورية التشيك.
عاصمة هذه المقاطعة هي مدينة بلزن.

## اقرأ أيضاً
- مقاطعات جمهورية التشيك